# جونكو كوبو
جونكو كوبو (باليابانية: 久保純子؛ بالكانا: くぼ じゅんこ) هي تارينتو يابانية، ولدت في 24 يناير 1972 في طوكيو في اليابان.